# هولتسهایم (دناو-ریس)
هولتسهایم (به آلمانی: Holzheim) یک شهر در آلمان است که در دناو-ریس واقع شده‌است.